# Долгое (Городнянский район)
До́лгое (укр. Довге) – село, расположенное на территории Городнянского района Черниговской области (Украина). Долгое — самый южный населённый пункт Городнянского района. Расположено в 36 км на юг от райцентра Городни. Население — 57 чел. (на 2006 г.). Адрес совета: 15152, Черниговская обл., Городнянский р-он, село Ивашковка, ул. Петра Капшука,1 , тел. 3-38-16. Ближайшая ж/д станция — Халявино (линия Гомель-Чернигов), 15 км (грунтовыми дорогами).